# HMS Ocean (1998)

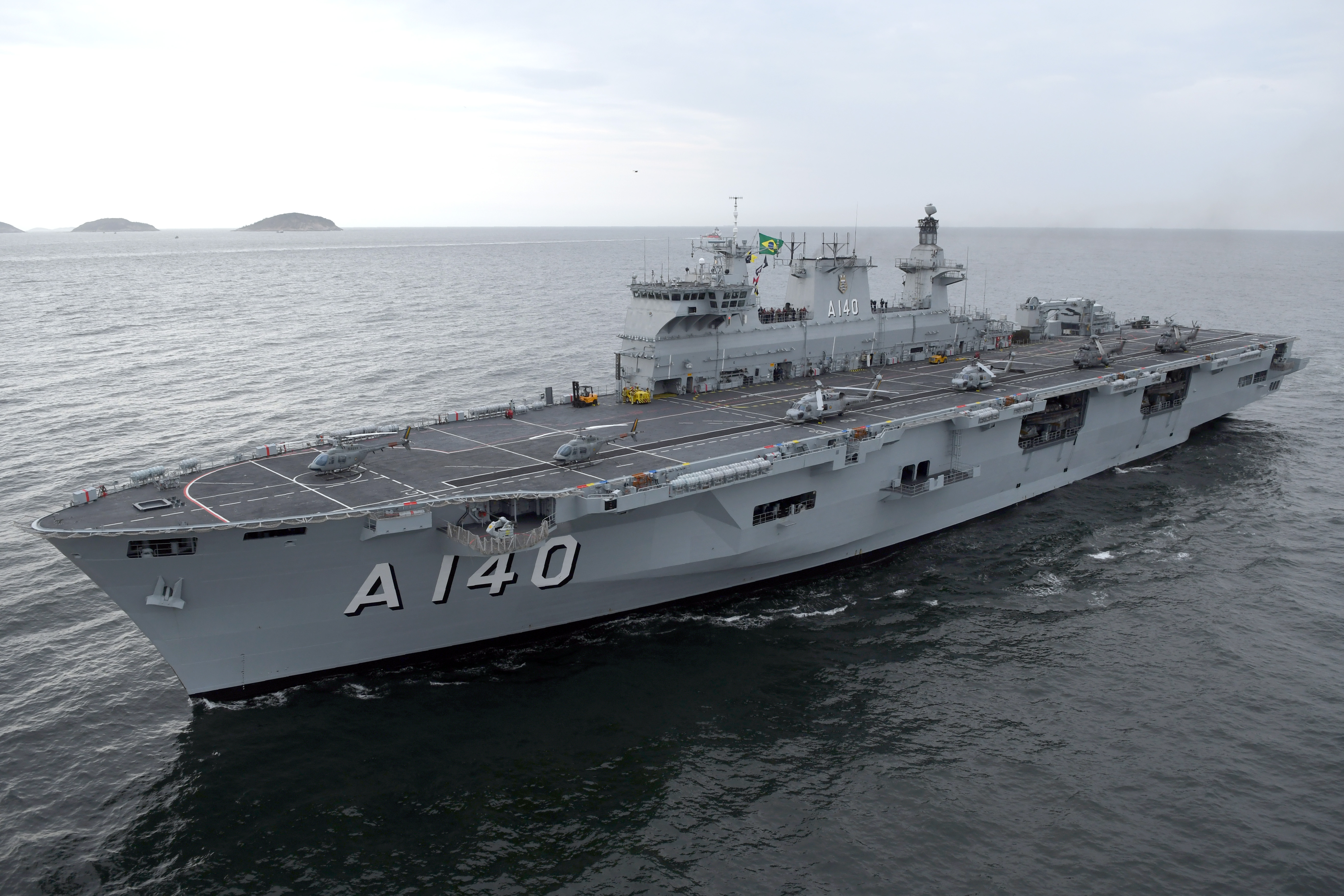
PHM Atlântico

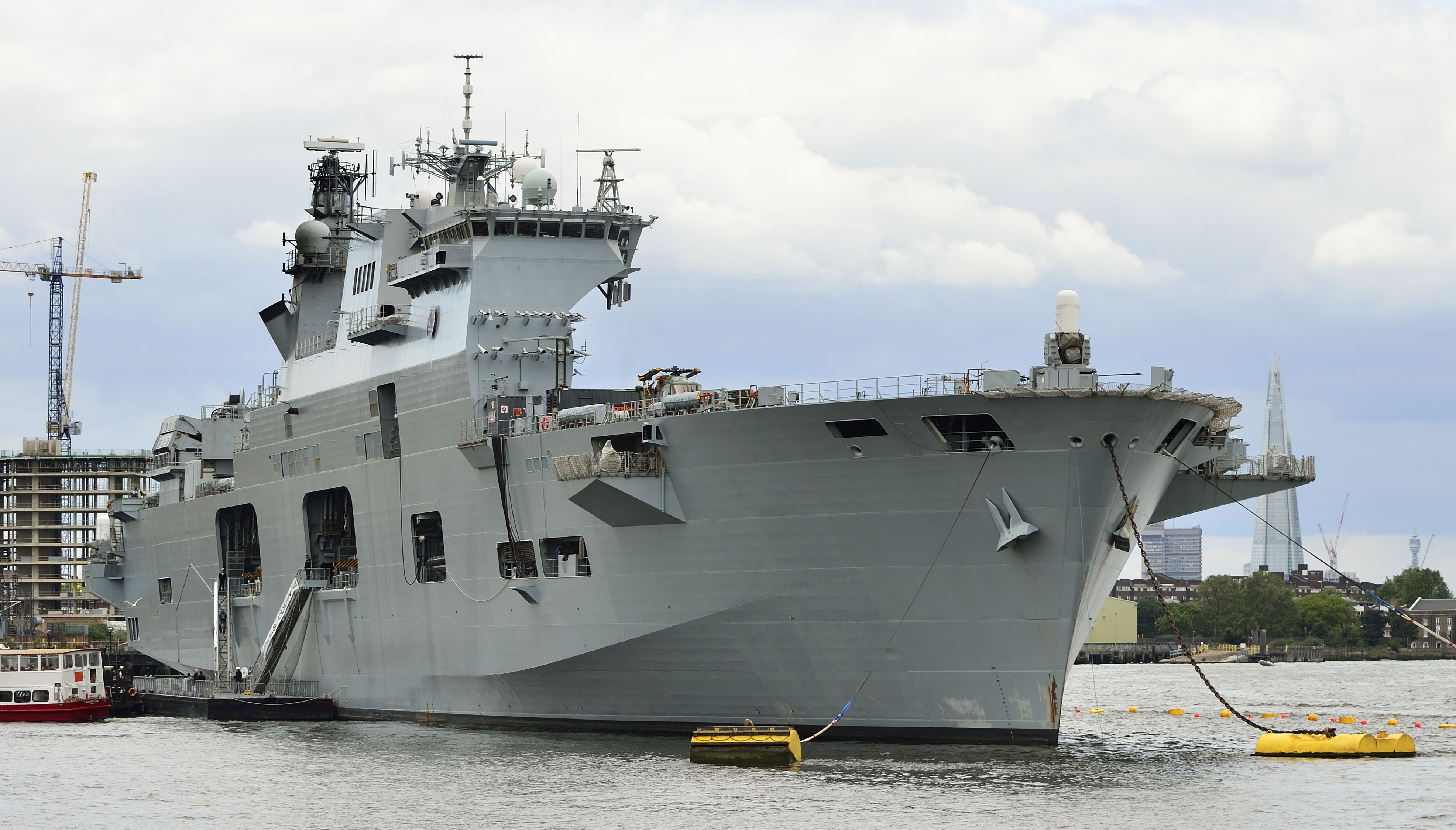
HMS Ocean in Greenwich (2012)

HMS Ocean (L12) is een amfibisch transportschip van de Royal Navy dat in 1998 in dienst werd gesteld. In 2018 is het overgedragen aan de Braziliaanse marine en herdoopt als PHM Atlântico (A 140)

## Achtergrond
In de jaren zestig, toen het Britse Rijk ophield te bestaan, kwam er ook een einde aan de wereldwijde presentie van de Royal Navy. Voortaan zou de marine hoofdzakelijk bestaan uit het schaduwen en indien nodig uitschakelen van Sovjet onderzeeboten. Het was niet langer nodig sterke amfibische strijdkrachten te bezitten. Ook eisten bezuinigingen op defensie hun tol. Rond 1970 waren vijf vliegdekschepen, waaronder de Albion en de Bulwark, uit dienst gesteld. HMS Hermes zou voortaan een secundaire taak vervullen bij het ondersteunen van amfibische acties met helikopters, maar in de praktijk werd dit schip voornamelijk ingezet voor de bestrijding van onderzeeboten.
De amfibische capaciteit van de Royal Navy was in de jaren 1970 en 1980 derhalve beperkt tot twee doklandingsschepen van de Fearless-klasse en 6 kleinere amfibische schepen.
Tijdens de Falklandoorlog werd het gemis van een helikoptercarrier voor het ondersteunen van een amfibische landing danig gevoeld. De Royal Navy zag zich genoodzaakt gebruik te maken van gevorderde koopvaardijschepen, die met veel kunst- en vliegwerk werden ingezet. In de jaren tachtig en negentig werd regelmatig een van de drie lichte vliegdekschepen van de Invincibleklasse ingezet voor het vervoer van mariniers. Dit was echter een noodoplossing, want deze schepen waren daar niet voor ontworpen en beschikten niet over extra accommodatie.
Omstreeks 1989, na de val het IJzeren Gordijn en het einde van de Koude Oorlog, kwam er extra geld vrij voor de Royal Navy. Na de Golfoorlog, werd duidelijk dat dat de Royal Navy in de toekomst vaker zou opereren in kustwateren en niet langer op de oceaan.
In het voorjaar van 2018 is het uit dienst gesteld. In zijn 22 jaar heeft het in totaal een afstand afgelegd van 454.451 zeemijlen.

### Verkocht aan Brazilië
HMS Ocean is verkocht aan Brazilië voor £84 miljoen. Het is voor de overdracht onder handen genomen door door Babcock en BAE Systems. Hierbij zijn de radarsystemen en de bewapening gemoderniseerd en is het met vier nieuwe landingsvaartuigen uitgerust. Het schip werd op 29 juni 2018 officieel overgedragen aan de Braziliaanse marine. Het is herdoopt in PHM Atlântico (A 140) en kwam op 25 augustus in zijn thuishaven Rio de Janeiro aan. Het wordt het nieuwe vlaggenschip van de marine vanwege het uit dienst stellen van het vliegdekschip São Paulo.

## Ontwerp
Het ontwerp van de Ocean is deels afgeleid van de Invincible klasse vliegkampschepen. Het schip beschikt uitsluitend over dieselmotoren, niet over gasturbines. Hierdoor is de maximumsnelheid beperkt tot ongeveer 18 knopen. Het schip is voorzien van een vliegdek en hangar en er is aan boord plaats voor ongeveer 700 mariniers. Er kunnen 4 landingsvaartuigen van het LCVP type aan davits worden meegenomen.
In 1993 werd de kiel gelegd en in 1995 werd het schip te water gelaten. Op 20 februari 1998 werd het schip op de werf van Vickers Shipbuilding Engineering Ltd. door de Britse koningin in dienst gesteld.

## Helikopters en vliegtuigen
Er is aan boord plaats voor ongeveer 18 vliegtuigen. Doorgaans zijn er 12 transporthelikopters (H-3 Sea King en Boeing CH-47 Chinook) en 6 AH-64 Apache gevechtshelikopters aan boord.

## Trivia
- De Ocean is het zesde schip van deze naam. De vorige Ocean was een licht vliegkampschip van de Colossus-klasse, dat op 30 juni 1945 in dienst werd gesteld. Op 3 december 1945 had dat schip de primeur van de eerste landing van een straalvliegtuig, een De Havilland Vampire, aan boord van een vliegdekschip.
- De Ocean kwam op 11 maart 2010 aan in Rotterdam, voor een beleefdheidsbezoek na afloop van een NAVO-oefening.